# 398045 Vitudurum
398045 Vitudurum este o planetă minoră (asteroid) din centura de asteroizi. A fost descoperită pe 21 martie 2009 la Winterthur de Markus Griesser⁠(d) și a fost numită după Vitudurum⁠(d). 
Obiectul prezintă o orbită caracterizată de o semiaxă mare de 2,8108613097336 UAi, o excentricitate de 0,12, o înclinație de 14,9 ° în raport cu ecliptica.